# 森島中良
森島 中良（もりしま ちゅうりょう、宝暦6年（1756年）? - 文化7年12月4日（1810年12月29日））は、江戸時代の医者・戯作者・蘭学者、狂歌師。奥外科医桂川家3代目桂川甫三の次男で、桂川甫周の弟にあたるが、寛政頃まで家祖桂川甫筑の元姓である森島（森嶋）を名乗った。幼名は友吉、字は虞臣（やすとみ）、通称は次郎・万蔵。号は中良、後に甫斎、甫粲（山）。狂名は竹杖為軽（すがる）。森羅万象（まんぞう）・築地善交など多数の変名を持つ。
平賀源内の門人で、源内を忠実に継承した文体は平賀風（ひらがぶり）と称された。蘭学者としての側面が強調されがちであるが、蘭学者としての活動は寛政期のみで、その著作の多くを戯作が占める。

## 生涯
江戸木挽町築地中通（現・東京都中央区築地一丁目10番）に奥外科医桂川家3代目桂川甫三と寄合医師大八木家4代目高豊の娘・大八木玄忠高泰の養女の次男として生まれ、生涯を生家で過ごし、兄の著作や訳業を助けた。生年は宝暦4年（1754年）説と宝暦6年（1756年）説がある。前野良沢・平賀源内・杉田玄白・林子平・中川淳庵・司馬江漢・朽木昌綱・宇田川玄随・大槻玄沢・前野良沢・荒井庄十郎などの多くの文化人と交流があった。
中島理右衛門の書簡から、明和元年（1764年）頃平賀源内に入門したことがわかっている。確実な最古の活動は源内著で安永7年（1774年）7月刊の『吉原細見里のをだ巻評』に「門人無名子」として寄せる跋文であるが、それに遡って明和5年（1768年）2月刊『痿陰隠逸伝』賛・咦の「無名禅師」及び跋の「後学陳勃姑（ちんぼこ）」、安永3年（1774年）素外側歳旦集に「梅か香に近寄宿や」の作者「万象」についても中良の可能性が指摘されている。「門人無名子」とは源内作の戯作「木に餅の生弁」の登場人物を仮託したものである。
安永8年（1779年）福内鬼外（平賀源内）・二一天作と合作で『神霊矢口渡』の後日物『荒御霊新田神徳』を手がけ、初めて創作活動に携わった。中良は鎌倉御所の段・矢口神前の段を担当し、森羅万象（まんぞう）の号を用いた。万象とは自身の通称万蔵に、鼻が大きい容姿を読み込んだものである。同年、海一沫・吉田鬼眼・達田弁二と共に『幡随長兵衛・白井権八 驪山比翼塚』を手がけ、中之段三場を担当するが、これが大いにヒットし、文壇で認められる契機となった。しかし、『平賀源内小伝』によれば、当時癇癪の気味があった平賀源内はこれに大いに嫉妬し、11月に堺町肥前座の楽屋で中良を顔色を変えて罵り、中良は会釈で応じるのみだったという。10日ばかり後、源内は11月21日に殺傷事件を起こして小伝馬町に投獄され、12月18日獄死し、確執を生んだままの離別となった。この時用いた号は、平賀源内より二字を取った「源平藤橘」だったが、以降用いることはなかった。
安永9年（1781年）1月、天竺老人・森羅万象名義で『真女意題』を表したのを皮切りに、天明年間に亘って洒落本を精力的に刊行した。 天明4年（1784年）1月、『万象亭戯作濫膓』で黄表紙デビューし、天明8年（1788年）まで毎年数作のペースで作品を発表した。
天明5年（1785年）には竹杖為軽の号を門人に譲り、翌年には天竺老人を門人千鶴万亀に、森羅亭を一粒万倍に譲った。この頃より家業の医業にも本格的に携わる。
この頃より蘭学にも関心を向け、天明7年（1787年）に『紅毛雑話』、寛政2年（1790年）に『万国新話』『琉球談』と相次いで蘭学書を出版した。
しかし、天明7年（1787年）には寛政の改革が始まっており、翌年に『夭怪着到幉』を匿名で刊行した後、黄表紙は執筆を中断し、『西洋奇談』『万象雑俎』なども刊行を断念した。『海国兵談』を執筆し幕府に注視されていた林子平からの書状を黙殺し、交わりを絶った。逆に少なくとも寛政6年（1795年）より寛政9年（1798年）まで松平定信が藩主を務める白河藩に出仕し、御小納戸格を務めた。石井庄助と共に『遠西本草攬要』に携わったとされる。後に加賀藩にも仕官を請われるが、数か月で辞した。
松平定信が失脚した寛政5年（1793年）、戯作者芝全交が死去し、看板作家を失った版元鶴屋吉右衛門の依頼により黄表紙の執筆を再開し、築地（月池）善交（善好）名義で洒落本を3作発表した。なお、この号に関しては坂東善次に比定する説もある。
享和元年（1801年）に二代目風来山人を襲名、文化5年（1808年）より二代目福内鬼外の号も使い始め、懐古主義を前面に押し出した。文化6年（1809年）に最後の作品『泉親衡物語』を発表し、翌年死去した。法名は量山日寿。墓所は芝二本榎上行寺、後に神奈川県伊勢原市に移転した。
生涯独身とされてきたが、過去帳調査により、妻子・孫の存在が確認されている。妻は法名量因妙智で、中良没後ちょうど20年にあたる文政13年（1830年）12月4日に死去している。息子森島甫山自体は過去帳には見いだせないが、夭逝の孫2人の記載がある。

## 著作

### 浄瑠璃
- 安永8年（1779年）2月2日 『矢口後日 荒御霊新田神徳』（あらみたまにったのしんとく） - 福内鬼外・二一天作との合作で、鎌倉御所の段・矢口神前の段を担当。
- 安永8年（1779年）7月7日 『幡随長兵衛白井権八 驪山比翼塚』（めぐろのひよくづか） - 海一沫・吉田鬼眼・達田弁二と合作。中之段三場・大鳥村初段を担当。源平藤橘名義。
- 安永9年（1780年）3月3日 『霊験宮戸川』 - 福内鬼外単独作となっているが、実際には若宮御所の段を担当。
- 天明元年（1781年）7月15日 『万代曾我第二番目』（『お千代半兵衛』『おはん長右衛門』『おなつ清十郎』） - いずれも双木千竹との合作。
- 天明3年（1783年）1月2日 『石田詰将棋軍配』 - 隅田喜四郎・中田林七・し葉叟・双木千竹・松鬼眼と合作。万象亭名義。

### 洒落本
- 安永9年（1781年）1月 『真女意題』（しんめいだい） - 後に『陸奥右衛門物語』と改題。
- 天明元年（1781年）または2年（1782年）1月 下界隠士／天竺老人『蛇蛻青大通』（ぬけがらあおだいつう） - 談義本とする説もある。天明5年（1785年）に『大通遊里極秘伝 どらの巻』として改竄出版。また誤って『風来六々部集』に収められ、源内作と誤伝された。
- 天明2年（1782年）1月 - 天竺老人『太平楽巻物』（たいへいらくのまきもの） - 談義本とする説もある。
- 天明2年（1782年）1月 - 天竺老人『当世導通記』 - 滑稽本とする説もある。
- 天明3年（1783年）1月 『富ケ岡大論』 - 現伝せず。
- 天明4年（1784年）3月 『二日酔巵觶』（ふつかよいおおさかずき） - 万象亭名義。序文に「見かけは洒落本世界は狂言」とあり、滑稽本とする説もある。
- 天明6年（1786年）12月 『福神粋語録』（ふくじんすごろく） - 後序によれば、10月20日に一晩で書き上げた。皆様御存知と署名。
- 天明7年（1787年）1月 『田舎芝居』 - 滑稽本とする説もある。序文に山東京伝が腹を立て、絶交する。天保3年（1832年）頃『くになまり』と改題。十返舎一九『東海道中膝栗毛』に影響を与えた。

### 絵本
- 天明2年（1782年）11月 『絵本見立仮譬尽』（えほんみたてかいづくし） - 天竺老人事竹杖為軽と署名。
- 天明3年（1783年）7月 『狂文宝合記』 - もとのもく網・平秩東作と共編。同年4月25日､ 両国柳橋河内屋で中良が主催した宝合会の内容を絵本化したもの。
- 天明7年（1787年）1月 『絵本吾嬬鏡』 - 根之江戸前住土万象亭と署名。
- 寛政2年（1790年） - 『ばけもの楽屋探し 絵本百物語』 - 現伝せず。
- 寛政3年（1791年）1月 『画本纂怪興』（えほんさんがいきょう）
- 寛政頃 『奥州軍記』

### 黄表紙
- 天明4年（1784年）1月 『万象亭戯作濫膓』（まんぞうていげさくのはじまり）
- 天明4年（1784年）1月 『従夫以来記』（それからいらいき）
- 天明5年（1785年）1月 『新義経細見蝦夷』（しんよしつねさいけんのえぞ）
- 天明5年（1785年）1月 『売鉄砲桃灯具羅』（からでっぽうちょうちんぐら）
- 天明5年（1785年）1月 『即銅三百 さうは虎巻』（そうはとらのまき） - 後に『嘘無誠一巻』と改題。
- 天明5年（1785年）1月 『つひぞねへ ヲヤ道成寺』 - 寛政6年（1794年）1月『馬鹿等鋪 親道成寺』、後『親々道成寺』、『大笑止老毛鐘入』と改題。
- 天明6年（1786年）1月 『景清塔之瞑』（かげきよとうのねぶり）
- 天明6年（1786年）1月 『七福神伊達船遊』（しちふくじんだてのふなあそび）
- 天明6年（1786年）1月 『四天王寺荊棘鬼噺』（してんのうじいばらきばなし）
- 天明6年（1786年）1月 『白木屋おこま もゝんじい』
- 天明6年（1786年）1月 『仮名手本混曾我』（かなてほんかきまぜそが） - 現伝せず。
- 天明7年（1787年）1月 『色男其処此所』（いろおとこそこでもここでも）
- 天明7年（1787年）1月 『面向不背 御年玉』
- 天明8年（1788年）1月 『夭怪着到幉』（ばけものちゃくとうちょう） - 無署名。
- 寛政6年（1794年）1月 『竹斎老宝山吹色』（ちくさいろうたからのやまぶきいろ） - 築地善交名義。
- 寛政7年（1795年）1月 『外郎早言 相州小田原相談』 - 築地善好名義。
- 寛政8年（1796年）1月 『中華手本唐人蔵』（からでほんとうじんぐら）

### 読本
- 寛政4年（1792年）1月 『拍掌奇談 凩草紙』 - 後に『曠世奇談』と改題。
- 寛政10年（1798年）1月 『月下清談』[2] - 後叙に醒世稗官森羅子[3]と署名、東都書林[4]の依頼で前年9月10日から2日間で描き上げたもの。
- 享和2年（1802年）1月 『灯下戯墨 玉之枝』 - 自ら読本と称した最初の読本。
- 文化6年（1809年）1月 『新版絵入 泉親衡物語』 - 二代目福内鬼外名義。

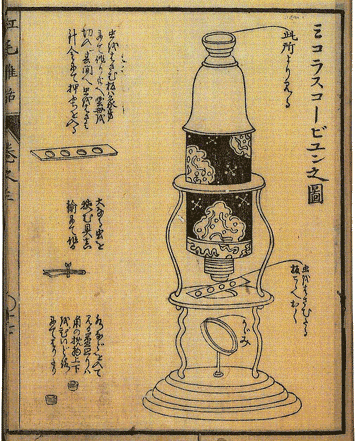
『紅毛雑話』

### 蘭学書
- 天明7年（1787年）9月 『紅毛雑話』 - 後に『名勝図会 阿蘭陀紀聞』と改題。
- 寛政2年（1790年）1月 『万国新話』
- 寛政2年（1790年）9月 『琉球談』（りゅうきゅうばなし） - 須原屋市兵衛の依頼で執筆。11月の琉球使節の江戸参府に合わせたもの。
- 寛政6年（1794年） 『魯西亜寄語』 - ロシア語語彙集。
- 寛政10年（1798年） 『類聚紅毛語訳』 - オランダ語語彙集。板行取止となり、私家版として刊行。文化頃『蛮語箋』として改竄。嘉永元年（1848年）箕作阮甫『改正増補蛮語箋』が出る。
- 『海外異聞』 - 刊行されず。

### その他
- 『底倉居鋪宮 屁放大神大御伝』（へひりのおほんかみおほみつたえ） - 天明2年（1782年）成立。宣命体を模した文体。
- 『見聞雑志』（けんもんざっし） - 寛政初年成立。
- 寛政2年（1790年）1月 『日本地名便覧』 - 現伝せず。
- 寛政8年（1796年）1月 『教訓 鄙都言種』（ひとことぐさ）
- 寛政12年（1800年）6月 『桂林漫録』 - 桂川中良名義。
- 文化元年（1804年） 『惜字帖』
- 『俗語解』 - 白話語彙集。自筆清書本。

## 注・出典
1. ↑  岡田俊裕 2011年 190ページ
2. ↑  青木正児 校註 『通俗古今奇観 附 月下清談』 1932年 岩波文庫 赤 36-1 に収録。ISBN 978-4003203613 。
3. ↑  醒世恒言 第七卷 『錢秀才錯占鳳凰儔』の翻案であるが故に署名に醒世を付したものか？
4. ↑  山田屋長兵衛、多田屋理兵衛、京屋吉兵衛、上總屋利兵衛らによる合版刊行で、昨今の出版社の如きものではない。